# Janka
A Janka keresztnév egyes nyelvkutatók szerint a levédiai magyaroktól ered, majd később a Johanna magyarítására született újjá a 19. században, a János névnek egy igen ritka becenevéből. A Janka egyben a francia eredetű Zsanett magyar tükörfordítása, mely név a Johanna (Jeanne) francia kicsinyítő képzős megfelelőjének (Jeannette) magyar helyesírású változata.

## Gyakorisága
Az 1990-es években igen ritka név, a 2000-es években a 48-82. leggyakoribb női név.

## Eredete
A Janka eredetileg férfinév volt, mégpedig a János rövidült alakja, −ka kicsinyítő képzővel ellátva. Ugyanolyan becézett forma volt, mint a ma is használatos Jankó. Férfi becézőként korai az előfordulása (1092, 1408), 1476−ban Kis-Jankó alakban is lejegyezték egyik oklevelünkben. A Doboka vármegyei Jankafy család egy Janka nevű őséről (1306−48) vette a nevét. A 19. századra mint férfi becéző, elavulttá vált, ezáltal a magyar romantika névújítóinak lehetősége nyílt arra, hogy női névként felelevenítsék, és a latin eredetű Johanna ill. a francia eredetű Zsanett magyar megfelelőjeként használják. Egyes nyelvkutatók szerint a 8-9. században a levédiai magyarok Jánka formában már használták a nevet, melynek a jelentése lányka volt, régies alakban.

## Névnapok
- február 4.[2]
- május 30.[2]

## Híres Jankák
„Janka” utónevű személyek szócikkeinek listája a Wikidata alapján
- Janka néni (Szöllősy Janka) a Szomszédok c. filmsorozat egyik szereplője
- Fábián Janka írónő
- Földi Janka írónő
- Olejnik Janka festőművész
- Solecki Janka színésznő
- Szabóné Nogáll Janka írónő
- Vámos Janka zenész
- Wohl Janka írónő
- Zirzen Janka magyar pedagógus
- Szabó Janka ügyvéd, fotóművész
- Kopek Janka színművész

## Egyéb
- Janka-füstike, növény (Fumaria jankae)
- Janka-gyopárnefelejcs, növény (Eritrichium jankae)
- Janka-liliom, növény (L. jankae vagy L. pyrenaicum var. Jankae)
- Janka-tarsóka, növény (Thlaspi jankae)
- Janka (Bíbor) sallangvirág, növény (Himantoglassum jankae)
- Jankafalva, magyar település Romániában
- Jankahíd, magyar település Szerbiában
- Magyar Janka-kikerics, növény (Colchicum hungaricum Janka)[8][9][10]